# Adeu, senyor Haffmann
Adeu, senyor Haffmann (originalment en francès, Adieu Monsieur Haffmann) és una pel·lícula francesa dirigida per Fred Cavayé i estrenada el 2021. És una adaptació de l'obra de teatre homònima de Jean-Philippe Daguerre. Compta amb Daniel Auteuil, Sara Giraudeau i Gilles Lellouche en els papers principals. S'ha doblat al català per a TV3 i al valencià per a À Punt; també subtitulat al català central.

## Sinopsi
A París, l'any 1941, durant l'ocupació alemanya, Joseph Haffmann (Daniel Auteuil), un joier jueu, confia la seva botiga al seu empleat François Mercier (Gilles Lellouche), abans d'intentar arribar a zona franca. Incapaç de fer-ho, Haffmann s'amaga al celler. Mercier accepta aquesta situació imprevista amb la condició que el seu cap accepti un acord una mica especial.

## Repartiment
- Daniel Auteuil: Joseph Haffmann
- Sara Giraudeau: Blanche
- Gilles Lellouche: François Mercier
- Nikolai Kinski: comandant Jünger
- Mathilde Bisson: Suzanne
- Anne Coesens: Hannah
- Tiago Coelho: Maurice Haffmann
- Néma Mercier: Dora Haffmann
- Alessandro Lanciano: André Haffmann
- Frans Boyer